# 蓮綱
蓮綱（れんこう、宝徳2年（1450年）- 享禄4年10月18日（1531年11月26日））は、室町時代中期から戦国時代にかけての浄土真宗の僧。松岡寺住持。幼名は光養、諱は兼祐。初名は玄寿、後に蓮康と改める。本願寺第8世法主蓮如の3男で、母は伊勢貞房の娘如了。妻は勧修寺教秀の娘。子に蓮慶。

## 生涯
幼い頃は浄土宗の寺院に預けられていたが、文明年間初め頃に加賀に下る。始め同国梯川支流の光谷川沿いの池城に草坊を結び、古屋に草坊を移転、最終的に同じく梯川支流の大杉谷川沿いにある波佐谷（現在の石川県小松市）に松岡寺を建立した。建立時期および布教拠点に選んだ理由は不明だが、和田本覚寺・松任本誓寺や山の民（谷筋の鉱山で働く鉱夫とされる）の援助があったとされ、父の布教戦略が山間部へ向いていたこともあり、蓮綱は池城などの集落に出かけて布教に尽力したと推測される。
文明7年（1475年）に父と加賀守護富樫政親が対立すると、一旦加賀を離れて越前吉崎御坊にいる父と合流した（その際松岡寺は守護勢に焼き討ちされた）。文明12年（1480年）に松岡寺に戻ると隣国で越中一向一揆を指導する蓮悟と越前吉崎の蓮誓、この2人の弟と連携して富樫氏と対抗した。またこの頃から史料に動向が記されるようになり、文明17年（1485年）9月21日条の室町幕府奉行人奉書で、奉公衆摂津政親の所領が富樫政親に押領されているため幕府から江沼郡中（江沼郡の本願寺門徒武士の一揆）と共に押領停止を命じられているほか、『蔭涼軒日録』11月3日条には年貢滞納について現地代官・住民に加えて江沼郡中と共に年貢納入を命じられており、翌文明18年（1486年）8月24日には近衛家から年貢未進の領地の代官に蓮悟と共に任命されるなど、松岡寺が江沼郡中と密接な関係を築いて加賀の支配を強化していることが浮き彫りになっている。
長享2年（1488年）に富樫政親が一揆討伐軍を上げると逆にこれを攻め滅ぼした（長享の一揆）。以後、加賀では富樫泰高（政親の大叔父）を守護に擁立しながらも蓮綱と蓮悟が事実上の国主となる「両御山」体制が敷かれた。これに対して蓮如は激しく非難したが、実際には管領・細川政元の暗黙の了解を得て幕府による討伐令を中止させている。その後、蓮如の跡を継いだ異母弟実如は、北陸方面にいる蓮如の子ら（蓮綱・蓮誓・蓮悟）に加賀における真宗の代表として、民衆を統率させて本願寺を擁護する体制作りに尽力するようになる。一方、富樫泰高が元将軍足利義稙に味方すると、11代将軍足利義澄率いる幕府から蓮悟共々泰高に代わる加賀の在地勢力を結ぶパイプ役として引き続き注目され、幕府から加賀への働きかけに欠かせない存在として本願寺は勢力を伸ばしていった。
永正3年（1506年）、細川政元の依頼を受けて越前の朝倉貞景討伐の一揆を起こすが、九頭竜川の戦いにおいて朝倉教景（宗滴）が率いる朝倉軍に敗北。吉崎御坊は破壊され越前の真宗信者は国外に追放された。蓮綱がこの戦いにどのように関わっていたかは不明だが、蓮綱の坊官の下間照賢が戦死していることから、松岡寺一門は越前遠征に加わっていたとされる。その後、松岡寺の運営を息子蓮慶に、加賀門徒の指導を弟の蓮悟に任せて隠居生活に入る。
ところが、本願寺の法主が証如の代に入ると、証如と後見である蓮淳（蓮如の6男、証如の外祖父）は法主による一門統制を強める政策を決定。その遂行のために蓮淳の婿で加賀の末寺の1つ超勝寺の住持・実顕が代官に任じられて「両御山」体制を否認する命令を加賀各地に出した。これに対して蓮慶や蓮悟と顕誓（蓮誓の子）が反発し、先の法主である蓮如・実如が定めた一門衆の指導への服従を定めた規則に反するとして超勝寺討伐のための一揆を起こした。
しかし、蓮淳は現法主の代理である実顕を討つ事は本願寺法主に対する反逆であるとして畿内・東海の門徒に超勝寺救援の命令を発布し、小松本覚寺住持・蓮恵も超勝寺に加勢した。これを知った加賀門徒は動揺して分裂、享禄4年（1531年）7月に松岡寺は超勝寺側に占領されて蓮綱・蓮慶父子は幽閉された（大小一揆）。
同年10月、幽閉先にて82歳で死去。同年11月18日には蓮慶（49歳）と孫の実慶（29歳）ら家族も逃亡を図ろうとした廉で捕らえられ、自害したとも処刑されたともいう。以後、松岡寺は江戸時代初期に能登国内にて再興を許されるまで廃絶状態となった。